# Ruisseau Oskatcickic
Ruisseau Oskatcickic är ett vattendrag i Kanada.   Det ligger i provinsen Québec, i den östra delen av landet, 400 km norr om huvudstaden Ottawa.
I omgivningarna runt Ruisseau Oskatcickic växer i huvudsak blandskog. Trakten runt Ruisseau Oskatcickic är nära nog obefolkad, med mindre än två invånare per kvadratkilometer.